# Joe Camel
Joe Camel (ufficialmente Old Joe) è stato la mascotte delle sigarette Camel in diverse campagne pubblicitarie, a partire dal 1974, anno in cui fu creato per una campagna di spot in Francia. La massima diffusione del personaggio si ebbe dalla fine del 1987 al 12 luglio 1997, quando Joe Camel fu utilizzato come testimonial per il mercato statunitense, apparendo su manifesti pubblicitari, riviste e altri mezzi di comunicazione.

## Storia
Creato nel 1974, il personaggio di Joe Camel fu riscoperto e portato alla ribalta sul finire degli anni Ottanta quando la squadra del marketing della R. J. Reynolds Tobacco Company (RJR), azienda fusasi nel 2004 nella Reynolds American Inc. e al tempo proprietaria del marchio Camel e responsabile della sua commercializzazione nel mercato statunitense, stava cercando un'idea per promuovere il settantacinquesimo anno del marchio Camel e decise quindi di fare una ricerca negli archivi della società:
Stando a quanto riportato dal The New York Times:
(The New York Times, 12 dicembre 1991)
Joe Camel apparve quindi sul mercato statunitense in materiali pubblicitari realizzati per festeggiare il settantacinquesimo anniversario del marchio Camel creati dalla Trone Advertising. Quest'ultima è un'agenzia pubblicitaria di Greensboro, nella Carolina del Nord, che la RJR ha utilizzato in diversi dei suoi progetti promozionali. 

## Aspetto fisico
Il personaggio, come detto ispirato a un dromedario, era in realtà privo di molte delle tipiche caratteristiche fisiche di quell'animale, apparendo in realtà come un muscoloso umanoide con la testa di dromedario o di cammello. Joe Camel è, ad esempio, privo sia di coda che di gobba, e ha sempre i piedi coperti con scarpe adatte al resto del vestiario.. I vari spot rappresentavano Joe Camel in tutta una serie di situazioni divertenti, eccitanti e contemporanee, in cui egli indossava sempre colori luminosi e sgargianti.

## Controversie
Nel 1991, il Journal of the American Medical Association pubblicò uno studio in cui si mostrava come il numero di bambini che sin dall'età di sei anni era in grado di associare correttamente l'immagine di Joe Camel alle sigarette fosse pari al numero di bambini che sapevano associare il logo di Disney Channel a Topolino, e in cui si utilizzava tale dato per sostenere che la campagna pubblicitaria con protagonista Joe Camel fosse diretta ai bambini, contrariamente a quanto asserito invece dalla R. J. Reynolds, secondo cui la campagna era stata creata solamente per un pubblico adulto ed era rivolta solamente a consumatori di sigarette di altre marche. Poiché al tempo si stimava che di tutte le sigarette vendute illegalmente ai minorenni, il 32,8% fosse costituito dalle Camel, l'American Medical Association chiese alla R. J. Reynolds Nabisco di interrompere la suddetta campagna ma l'azienda rifiutò e Joe Camel continuò ad essere utilizzato nelle pubblicità delle Camel. Nel 1991, Janet Mangini, un'avvocatessa di San Francisco, querelò la R. J. Reynolds, accusando la compagnia di aver realizzato la campagna pubblicitaria con protagonista Joe Camel per attirare appositamente un pubblico di bambini. Nella sua citazione, Mangini sosteneva che nel 1992 i ricavi derivanti dalla vendita di Camel ai soli fumatori adolescenti fossero arrivati a 476 milioni di dollari, mentre all'inizio dell'utilizzo del personaggio di Joe Camel, nel 1988, tale cifra ammontava solamente a 6 milioni di dollari. Con ciò egli voleva "implicitamente suggerire come tali pubblicità avessero colpito un gran numero di adolescenti portandoli a un grande consumo di prodotti del tabacco e alla dipendenza da questi". 
Dal canto suo la R. J. Reynolds ha continuato a negare che il personaggio di Joe Camel fosse stato creato per accattivarsi un pubblico infantile, sostenendo che il pubblico a cui erano diretti gli spot con Joe Camel fosse invece un pubblico maschile di età compresa tra i 25 e i 49 anni e composto da fumatori di sigarette Marlboro. In risposta alle critiche, la R. J. Reynolds ha inoltre lanciato la campagna pubblicitaria "Let's Clear the Air on Smoking", realizzata con pagine di riviste interamente riempite di testo, di solito di grande formato, in cui l'azienda negava le accuse e dichiarava che fumare "è un'abitudine da adulti".
Documenti interni prodotti come prove alla Corte Superiore della contea di San Francisco nel processo denominato Mangini v. R. J. Reynolds Tobacco Company, dimostrarono però l'interesse dell'azienda nel puntare ai bambini come futuri fumatori. L'importanza del mercato giovanile era stata inoltre illustrata in una presentazione fatta nel 1974 dal vice presidente del marketing della RJR, nella quale il dirigente spiegava che "il mercato dei giovani adulti [...] rappresenta il business delle sigarette di domani. Quando questo gruppo di età compresa tra i 14 e i 24 anni invecchierà, esso rappresenterà una quota chiave nel volume totale di sigarette vendute - almeno per i prossimi 25 anni."
Un memorandum del 1974 del dipartimento di ricerca della R. J. Reynolds, poi, evidenziava il fatto che dominare il mercato dei giovani adulti fosse vitale in quanto "virtualmente tutti i fumatori cominciano a 25 anni" e "la maggior parte dei fumatori inizia a fumare regolarmente e a scegliere la propria marca abituale a 18 anni o prima."
Nel luglio 1997, sotto la pressione data dall'imminente inizio del processo Mangini, dal Congresso degli Stati Uniti d'America e da diverse associazioni di consumatori, la RJR annunciò di essersi accordata al di fuori dell'aula di tribunale e di aver volontariamente deciso di porre fine alla campagna pubblicitaria con Joe Camel. Così, fece la sua comparsa una nuova campagna dal carattere più adulto, dove al posto di Joe Camel era ritratta la figura di un dromedario non antropomorfo, figura che campeggia tutt'oggi nelle pubblicità delle Camel. Come parte dell'accordo, inoltre, la RJR dovette pagare dieci milioni di dollari alla città di San Francisco e alle altre città e contee californiane che erano state coinvolte nel processo Magini. Tali soldi furono principalmente utilizzati per finanziare campagne antifumo rivolte in particolar modo ai giovani.